# Ohn no khao swè
Ohn no khao swè pronunciación en birmano: /ʔóʊɴ no̰ kʰaʊʔ sʰwɛ́/) es un plato birmano que consiste en fideos de trigo en un caldo de pollo al curry y leche de coco espesado con harina de garbanzo. El plato a menudo se acompaña con buñuelos de frijoles fritos, cebollas crudas en rodajas, chiles, fideos crujientes y rodajas de huevo duro, y se sazona con jugo de lima o limón y salsa de pescado.
Debido al vínculo popular entre la leche de coco y la hipertensión, en ciertos restaurantes también está disponible una variación que usa leche evaporada en lugar de leche de coco. El resto de los ingredientes son los mismos. Una forma de fideos secos de este plato, llamada shwedaung khao swe (ရွှေတောင်ခေါက်ဆွဲ), consiste en fideos de huevo mezclados con pollo al curry cocido en salsa de leche de coco.
Ohn no khao swè se asemeja a otras sopas de fideos a base de leche de coco en el sudeste asiático, incluida la laksa de Malasia y la khao soi de Chiang Mai y Luang Prabang. El khow suey indio y el khausa paquistaní descienden del ohn no khao swè birmano, probablemente coincidiendo con el éxodo masivo de indios birmanos en la década de 1960 hacia Asia del Sur, y sigue siendo un plato popular en el este de la India.